# Raki (cràter)
Raki és un cràter d'impacte en el planeta Venus de 7,5 km de diàmetre. Porta el nom d'un antropònim fulbe, i el seu nom va ser aprovat per la Unió Astronòmica Internacional el 1997.